# 三(2-氨乙基)胺
三(2-氨乙基)胺是一种有机化合物，化学式为C6H18N4。它是一种四齿螯合配体，可以和金属形成配合物。

## 反应
它和碳酸二叔丁酯反应，可以得到三[N-叔丁氧羰基(2-氨乙基)]胺。